# Crònica dels Reis d'Alba
La Crònica dels Reis d'Alba, també coneguda com a Crònica escocesa, és un breu relat que explica els regnes dels reis d'Alba. Cobreix el període que va des de l'època de Kenneth MacAlpin (Cináed mac Ailpín, † 858) fins al regne de Kenneth II (Cináed mac Maíl Coluim), que va governar del 971 fins al 995. William Forbes Skene la va anomenar Crònica dels Reis escots, i d'altres investigadors van preferir dir-ne la Vella Crònica escocesa. Finalment Crònica dels Reis d'Alba ha estat l'apelatiu acceptat majoritàriament entre els especialistes contemporanis.
L'única versió existent avui del text es troba inclosa a la còpia de la Crònica picta del Manuscrit de Poppleton, conservada actualment a la Biblioteca Nacional de França, a París. La Crònica dels Reis d'Alba és el quart dels set documents escocesos que conformen el manuscrit, i el primer dels sis que hi van ser afegits al mateix moment a principis del segle xiii per la persona que havia escrit el De Situ Albanie.
Aquesta crònica és una font essencial pel coneixement del període del qual parla. Malgrat un "afrancesament" posterior del text, la Crònica va ser escrita en Hiberno-llatí, cosa que demostra que l'escriba tenia coneixements de l'ortografia de l'irlandès mitjà. El text original es va escriure molt probablement a Escòcia a principis del segle xi després del regnat de Kenneth II, el darrer dels reis dels quals parla, tot i que la durada del seu regne la van deixar en blanc.